# Voïvodie de Minsk
 (mars 2025).
1566–1793
Entités précédentes :
- Grand-duché de Lituanie

Entités suivantes :
- Empire russe

La Voïvodie de Minsk (en biélorusse : Менскае ваяводзтва, en polonais : Województwo mińskie, en lituanien : Minsko vaivadija, en latin : Palatinatus Minscensis) était une division administrative du Grand-Duché de Lituanie depuis 1566, et plus tard de la République des Deux Nations, jusqu'en 1793. Centrée sur la ville de Minsk et subordonnée au Grand-Duché de Lituanie, la région s'inscrit dans la tradition – et partage les frontières – de plusieurs divisions administrative précédentes, au premier rang desquelles le duché de Minsk, annexé par la Lituanie au XIIIe siècle. La voïvodie de Minsk a été remplacé par le gouvernorat de Minsk en 1793.

## Géographie
La voïvodie s'étendait le long des rivières Bérézina et Dniepr, le bassin de cette première rivière correspondant plutôt bien avec le territoire de la voïvodie. Au nord-est, elle bordait les voïvodies de Polotsk, Vitebsk et Mscisław ; à l'est, elle bordait les terres de Tchernigov (des deux côtés des rivières Dniepr et Sozh) ; tandis qu'au sud-est, elle était délimité par la rivière Snov. Plus au sud, la voïvodie était limitrophe de la voïvodie de Kiev. De l'autre côté du bassin de la rivière Pripyat, la voïvodie de Minsk bordait la voïvodie de Brześć (de l'autre côté de la rivière Ubort) et la voïvodie de Nowogródek (de l'autre côté de la rivière Ptsich). Plus au nord, elle bordait la voïvodie de Vilnius.

## Histoire
Minsk était la capitale d'un duché semi-indépendant au moins depuis 1067. Pillée chaque année par les tribus lituaniennes, elle fut érigée en fief au XIIe siècle et directement incorporée au Grand-Duché au XIVe siècle. En 1441, la ville de Minsk a reçu une charte urbaine des mains du roi Casimir IV Jagellon. Son fils, Alexandre Jagellon, en étendit les privilèges en 1496 et accorda à la ville les lois de Magdebourg. En 1773, une académie post-jésuite est fondée à Minsk par la Commission de l'éducation nationale.

## Politique
Toutes les voïvodies jouaient un rôle important au sein du système politique lituanien puis polono-lituanien. Après l'Union réelle de Lublin, en 1569, la voïvodie de Minsk reçut deux sièges au Sénat. Les sièges étaient occupés par le voïvode et le châtelain de Minsk. Chacun des trois powiats organisait son propre Sejmik, qui avait le droit d'élire deux membres du Sejm chacun, et deux députés au Tribunal lituanien.
Les trois chef-lieux des powiats avaient également le droit d’abriter des tribunaux locaux. Depuis 1599, le Tribunal de Lituanie tenait également des sessions à Minsk (tous les trois ans, les autres villes qu'il visitait étaient Vilnius et Navahrudak). Le tribunal qui s'y trouvait jouait le rôle d'autorité juridique suprême pour toutes les voïvodies de la Ruthénie, c'est-à-dire celles de Minsk, Nowogródek, Vitebsk, Mstislav et Kiev. Après le premier partage de la Pologne en 1775, le tribunal abandonna Minsk et tint ses sessions à Hrodna.
Les voïvodes notables de Minsk incluent Balcer Strawiński (1631-1633), Aleksander Suszka (1633-1638) et Mikołaj Sapieha (1638).